# Dionysius-Kirche (Kolenfeld)

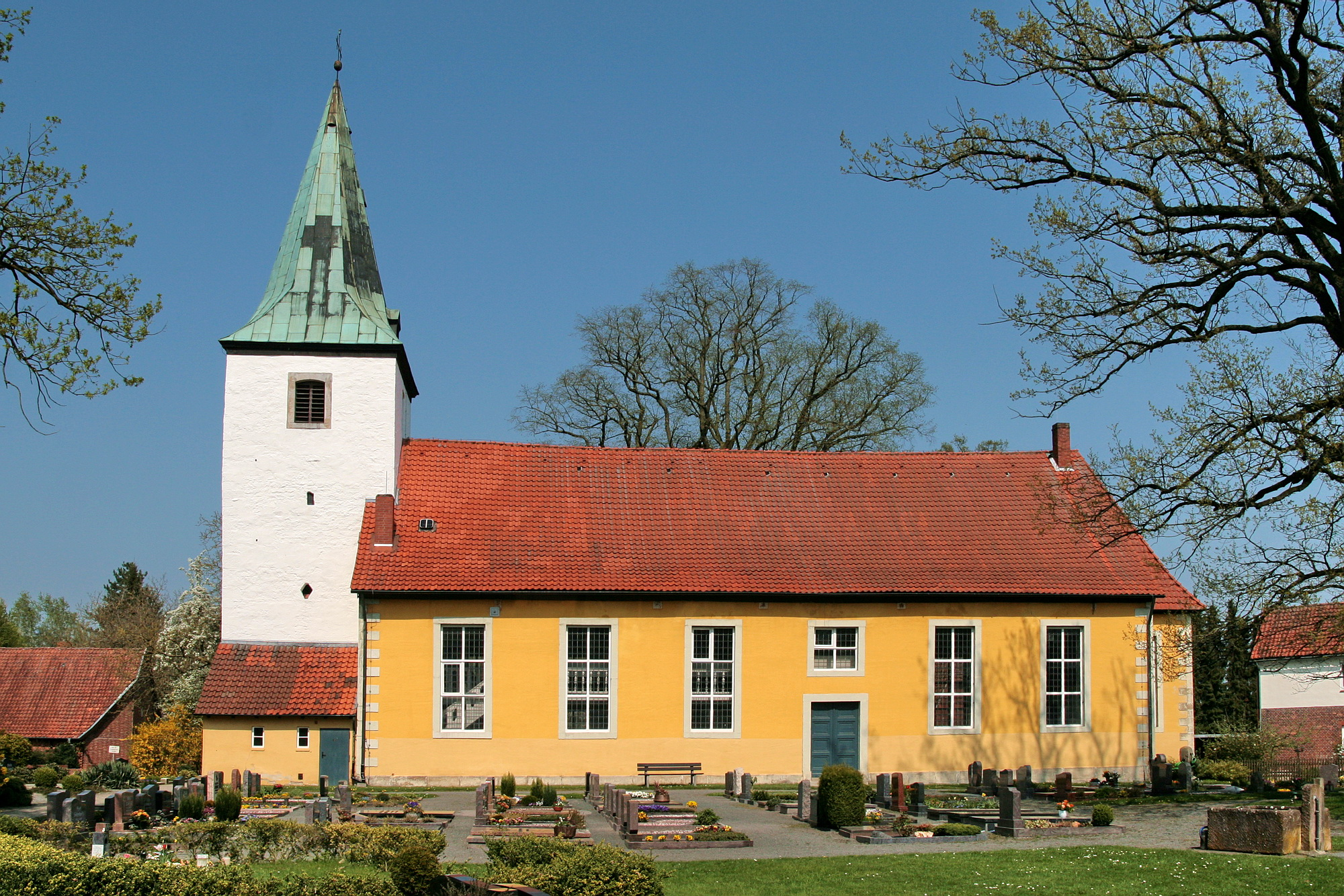
Dionysius-Kirche

Die evangelisch-lutherische denkmalgeschützte Dionysius-Kirche steht auf dem Kirchfriedhof von Kolenfeld, einem Ortsteil der Mittelstadt Wunstorf in der Region Hannover von Niedersachsen. Die Kirchengemeinde gehört zur Region Südland des Kirchenkreises Neustadt-Wunstorf im Sprengel Hannover der Evangelisch-lutherischen Landeskirche Hannovers.

## Beschreibung

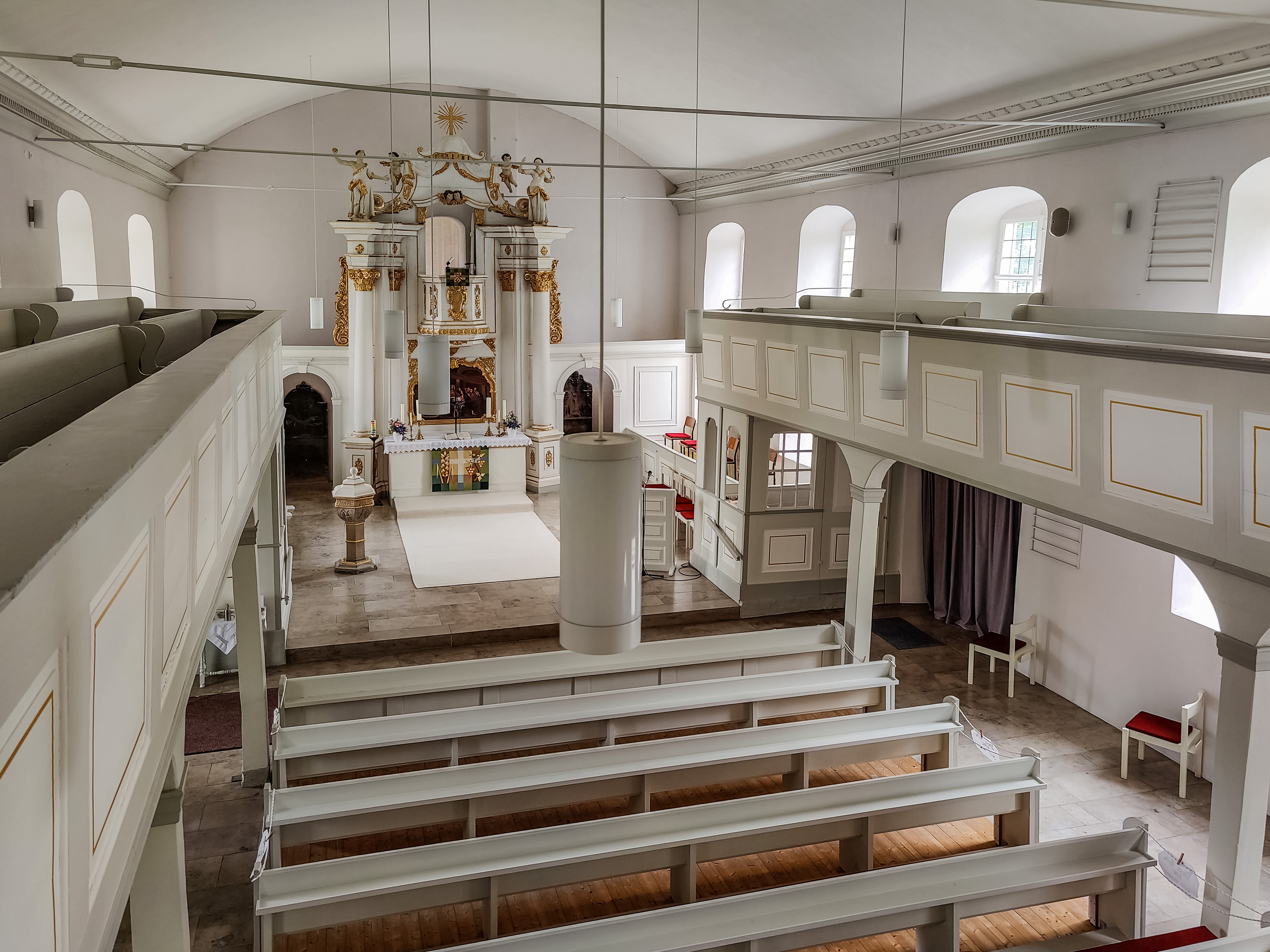
Innenraum

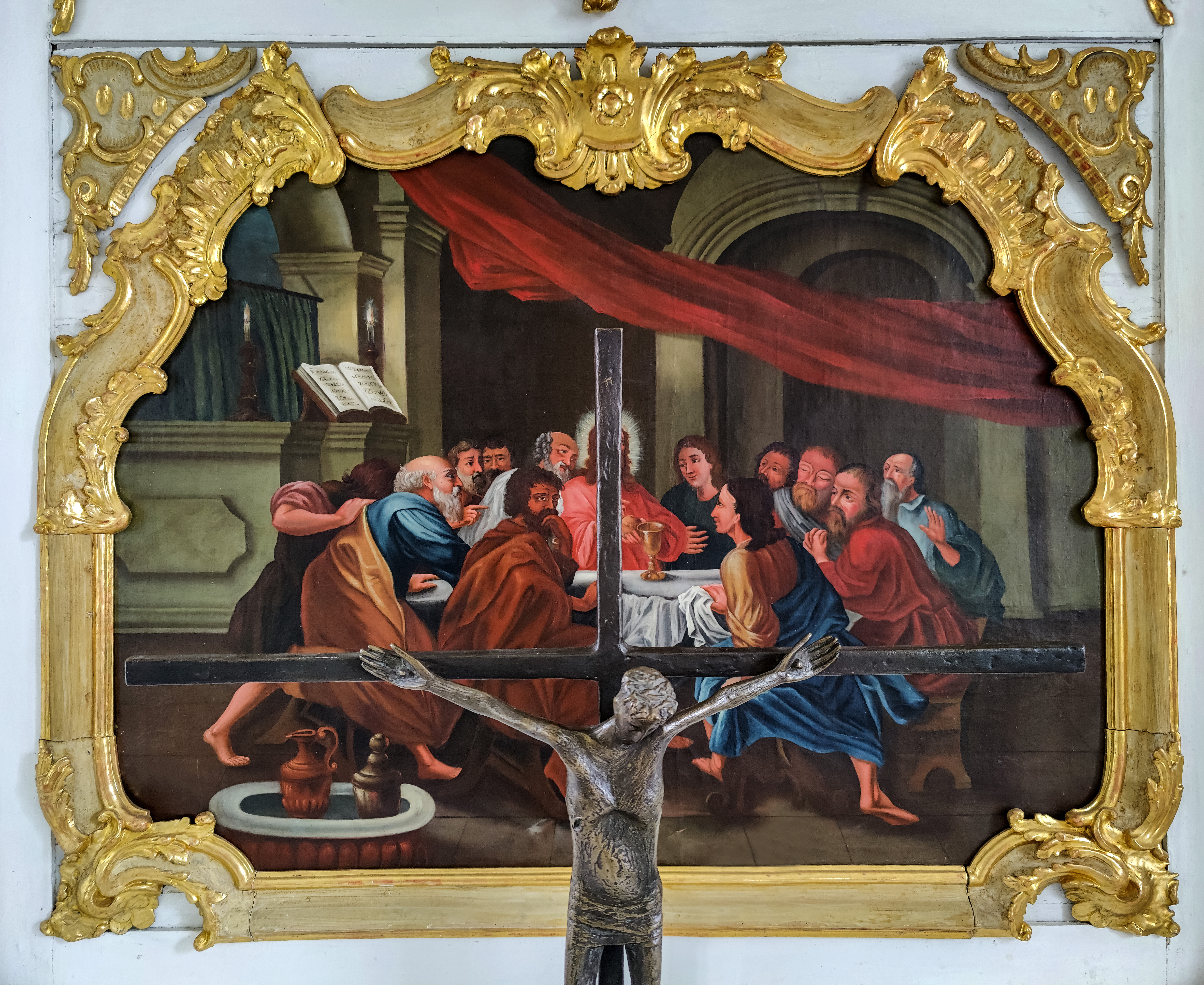
Altarretabel

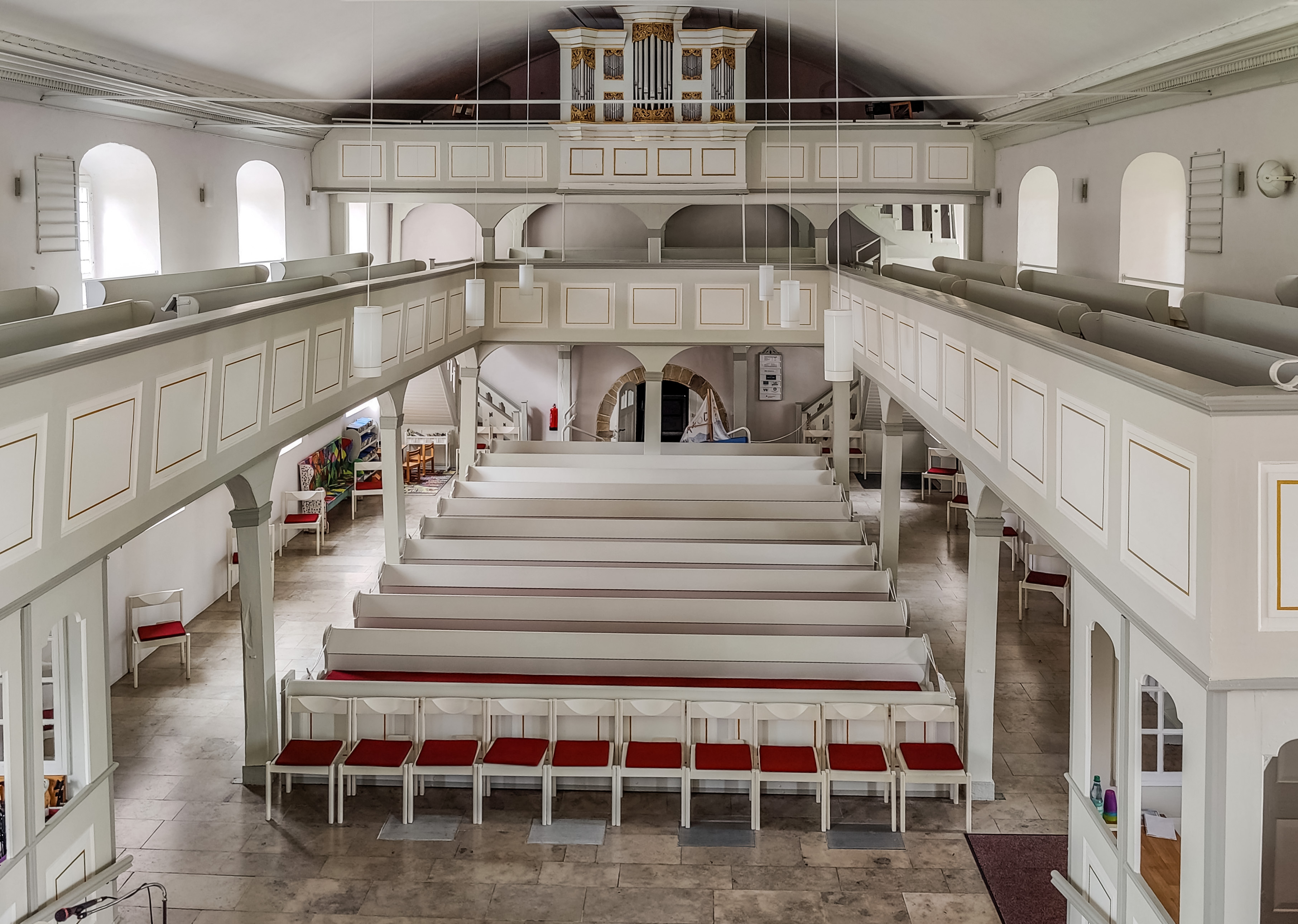
Blick zur Orgel

Die Kolenfelder Kirche wurde 1181 erstmals erwähnt. Bis auf den erhalten gebliebenen romanischen quadratischen Kirchturm im Westen wurde sie 1744 wegen Baufälligkeit abgerissen und 1743–47 als rechteckige Saalkirche mit einer eingezogenen, querrechteckigen Sakristei im Osten aus verputzten Bruchsteinen und mit sichtbaren Ecksteinen neu gebaut. An der Südwestecke von Kirchturm und Kirchenschiff befinden sich die Toiletten. Im Glockenstuhl des mit einem spitzen Pyramidendach bedeckten Turms hängen vier Kirchenglocken, die älteste Glocke stammt aus dem Jahre 1584. Die Turmuhr, die J. F. Weule 1907 gebaut hat, befindet sich unterhalb des Glockenstuhls. 
Der Innenraum ist mit einem hölzernen Tonnengewölbe überspannt. An drei Seiten des Raums sind hölzerne Emporen. Zur Kirchenausstattung gehört ein Kanzelaltar von 1747 auf geschwungenem Grundriss mit seitlichen Durchgängen. Die Kanzel und das darunterliegende Altarretabel mit einem Bild des Abendmahls werden von Korinthischen Säulen und danebenstehenden Pilastern flankiert. Das sechseckige Taufbecken wurde 1651 gestiftet. Die Grabsteine aus der Mitte des 17. Jahrhunderts, die ursprünglich auf dem Friedhof standen, stehen jetzt in der Kirche. 

## Orgel
Im Westen steht auf der oberen Empore die Orgel mit 13 Registern, die auf ein Manual und das Pedal verteilt sind. Sie wurde 1746 von Franz Wilhelm Naumann aus der Schule von Arp Schnitger gebaut und 2012 von den Gebrüdern Hillebrand restauriert. Dabei wurde eine zusätzliche elektrische Registratur ergänzt. Die Disposition lautet:
| Manual CD–c3 |    |
| Gedact       | 8′ |
| Principal    | 4′ |
| Flöta        | 4′ |
| Quinta       | 3′ |
| Octava       | 2′ |
| Sexquialter  |    |
| Mixtur B/D   |    |
| Trompet B/D  | 8′ |
| Tremulant    |    |

| Pedal CD–d1 |     |
| Subbass     | 16′ |
| Octavbass   | 8′  |
| Octava      | 4′  |
| Posaune     | 16′ |
| Trompet     | 8′  |

- Koppeln: Pedalkoppel
- Nebenregister: Cimbelstern